# Landkreis Unterallgäu
Landkreis Unterallgäu är ett distrikt (Landkreis) i Schwaben i det tyska förbundslandet Bayern.

## Geografi
Distriktet begränsas i väst av floden Iller och i öst av Wertach. Omgivande distrikt är (från norr klockvis) Neu-Ulm, Günzburg, Augsburg, Ostallgäu, Oberallgäu och distrikten Ravensburg och Biberach i Baden-Württemberg.
Unterallgäu ligger i landskapet Allgäu i regionen Schwaben.
Kommunen Buxheim är en exklav. Den tillhör också distriktet men skiljs åt genom den distriktfria staden Memmingen från övriga delar av distriktet.

## Samhällen i Unterallgäu

### Städer
1. Bad Wörishofen
2. Mindelheim

### Köpingar
1. Babenhausen
2. Bad Grönenbach
3. Dirlewang
4. Erkheim
5. Kirchheim in Schwaben
6. Legau
7. Markt Rettenbach
8. Markt Wald
9. Ottobeuren
10. Pfaffenhausen
11. Türkheim
12. Tussenhausen

## Specialiteter

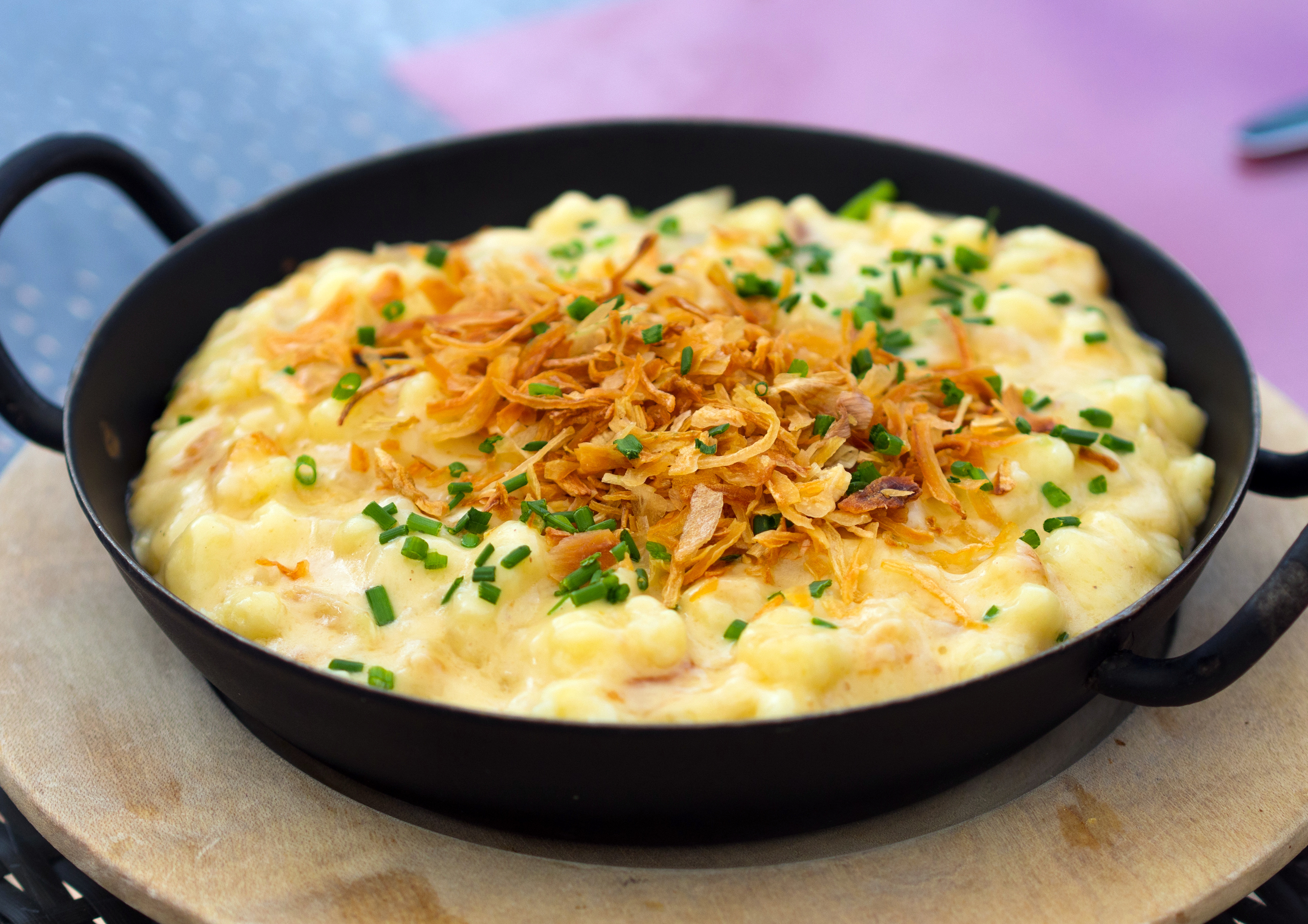
Käsespätzle med rostad lök
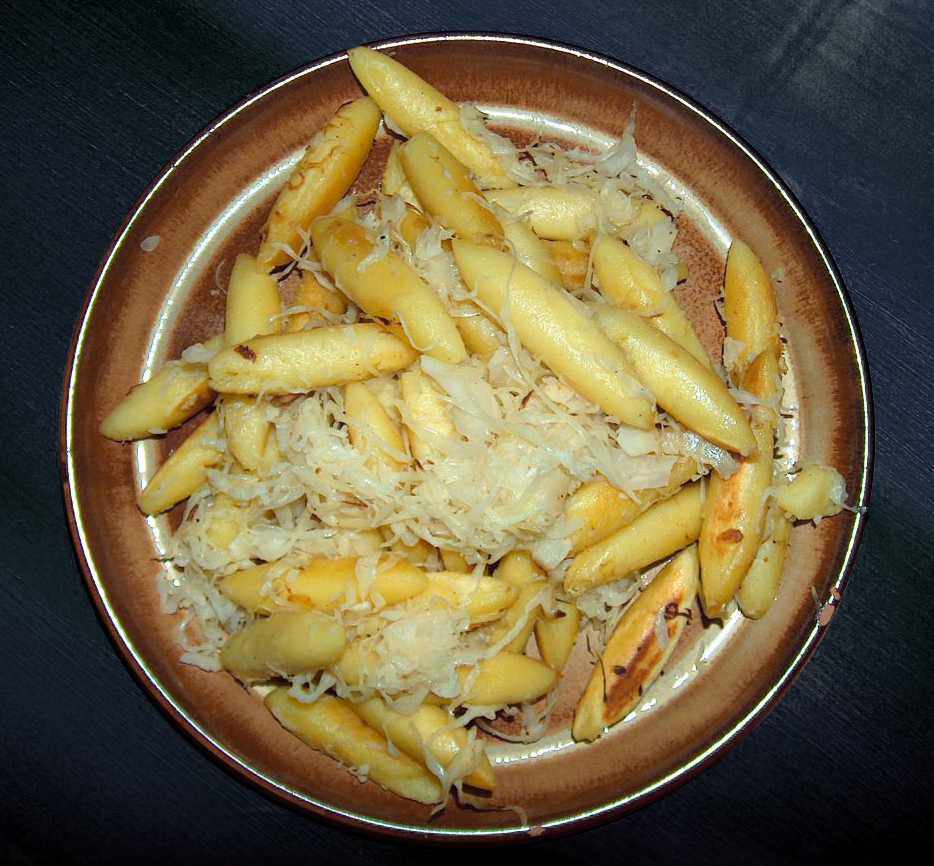
Schupfnudel med surkål
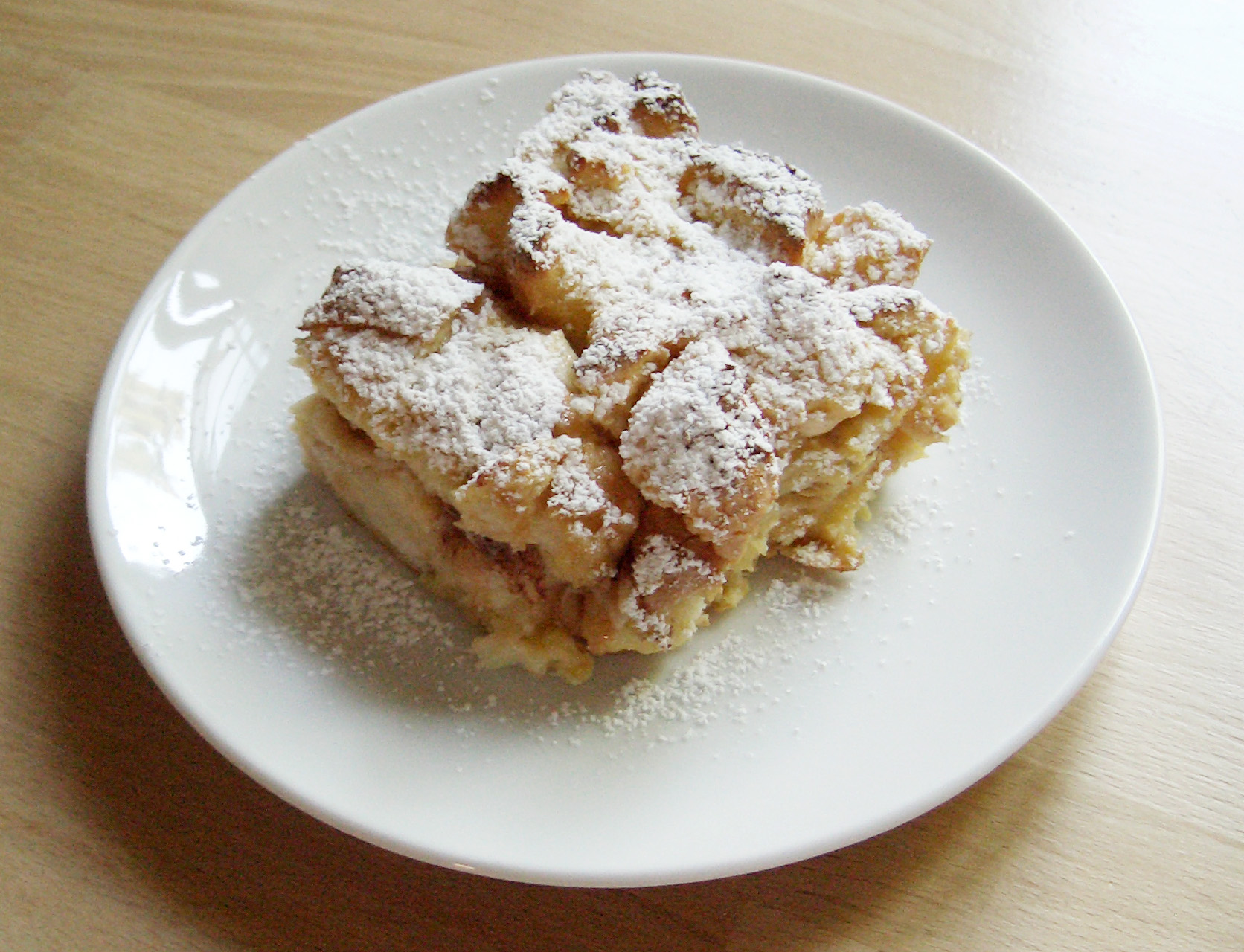
Ofenschlupfer
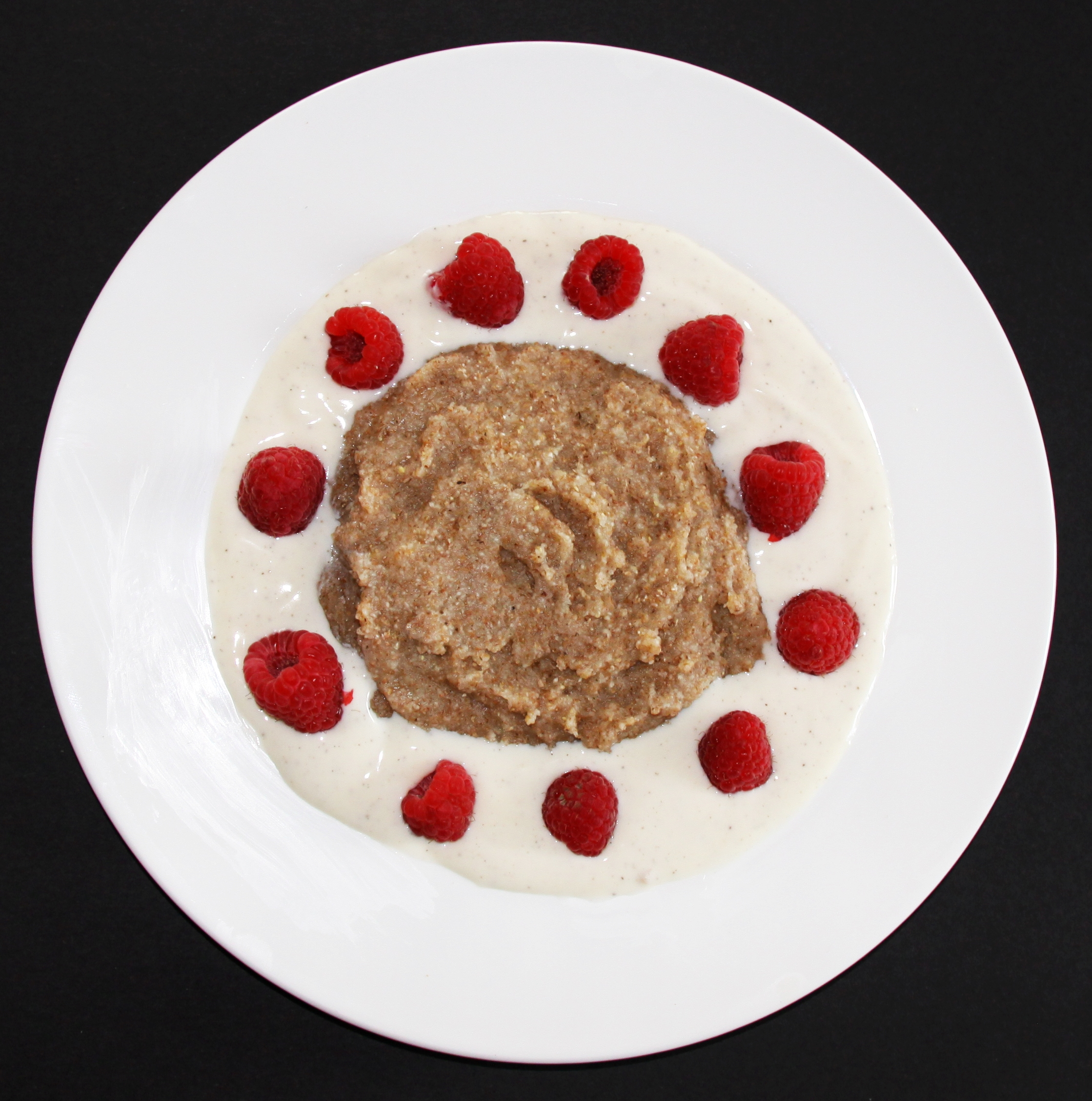
Brenntar

1. ↑  hämtat från: tjeckiskspråkiga Wikipedia.[källa från Wikidata]
2. ↑  läs online, www.statistikdaten.bayern.de .[källa från Wikidata]
3. ↑  hämtat från: tyskspråkiga Wikipedia.[källa från Wikidata]